# Saint Anne (Alderney)
Saint Anne – stolica i największa miejscowość wyspy Alderney – dependencji baliwatu Guernsey, należącej do Wysp Normandzkich. Według danych na rok 2013 liczy 2,1 tys. mieszkańców.